# Edelstetten
Edelstetten ist ein Ortsteil des Marktes Neuburg an der Kammel im schwäbischen Landkreis Günzburg in Bayern.

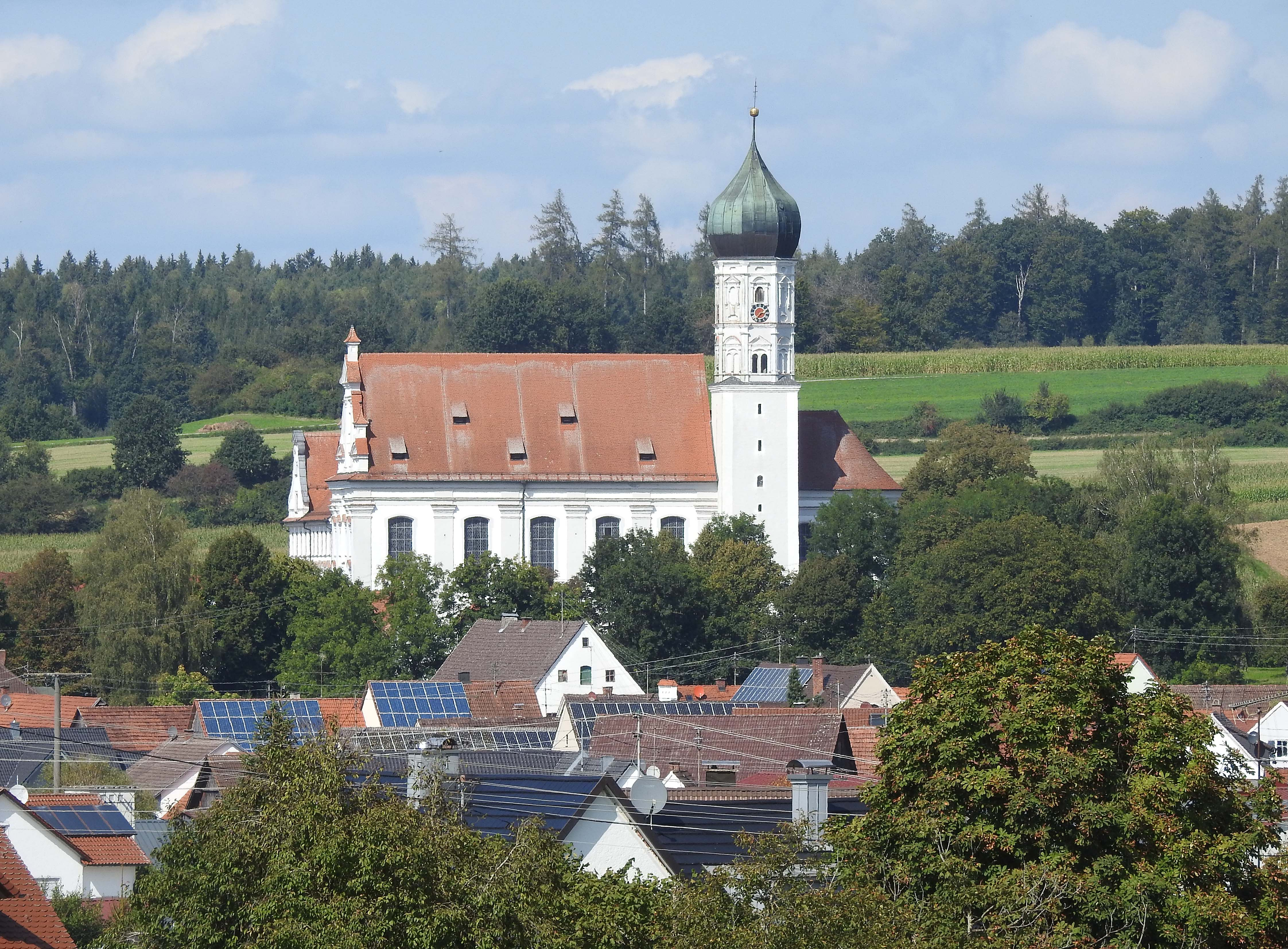
Edelstetten von Süden

## Lage
Das Pfarrdorf liegt zweieinhalb Kilometer östlich von Neuburg. Der Haselbach, ein Zufluss der Kammel, durchfließt den Ort.

## Geschichte
Erstmals urkundlich erwähnt wurde der Ort in der ersten Hälfte des 12. Jahrhunderts, als 1126 Kloster Edelstetten gegründet wurde. Stifterin und erste Äbtissin des als Augustinerchorfrauenstift gegründeten Klosters war nach der Überlieferung Gisela von Schwabegg-Balzhausen, deren Wappen das Kloster auch übernahm. Das nur wenige Kilometer entfernte Kloster Ursberg wurde ebenfalls von dieser Adelsfamilie gegründet. Die Schirmvogtei lag bis 1460, als das Kloster diese als Pfand kaufte, bei der Markgrafschaft Burgau. Das Kloster wurde dreimal zerstört. Das erste Mal im 14. Jahrhundert, das zweite Mal im Jahr 1525 während des Bauernkrieges und das dritte Mal im Dreißigjährigen Krieg, im Jahr 1632 durch die Schweden. Die heutige barocke Klosteranlage entstand in der größten Blütezeit des Klosters, die ungefähr von 1680 bis 1725 andauerte. Im Jahr 1783, 20 Jahre vor der Säkularisation, wurde das Kloster zur Reichsabtei erhoben.
Im Reichsdeputationshauptschluss vom 25. Februar 1803 wurde der Fürst Charles Joseph de Ligne mit dem reichsunmittelbaren Kloster Edelstetten entschädigt. Hierfür erhielt er nun sogar eine Virilstimme im Reichsfürstenrat. Nur zwei Jahre vor der Auflösung des Heiligen Römischen Reiches und seiner Institutionen verkaufte der Fürst, der für seine Lebensführung im Wiener Exil dringend Geld brauchte, jedoch die Grafschaft Edelstetten mitsamt seiner mühsam errungenen Virilstimme im Reichstag am 22. Mai 1804 an den Fürsten Nikolaus II. Esterházy de Galantha, der bis dahin nur Reichstitularfürst (ohne Reichsstandschaft) gewesen war, blieb aber als persönliches Mitglied – ohne Virilstimme – weiterhin im Reichgrafenkollegium. Seine Familie hatte damit den begehrten Status als erbliche Reichsfürsten wieder verloren, was jedoch aufgrund der zwei Jahre später erfolgten Auflösung des Alten Reiches von den geschichtlichen Ereignissen ohnehin überholt wurde. Danach hatte die Grafschaft Edelstetten drei Jahre lang eine signifikante Rolle auf der diplomatischen Bühne Europas. Mit der Rheinbundakte fiel Edelstetten 1806 an das Königreich Bayern. Im Jahr 1816 wurde im Verlauf der Verwaltungsneugliederung Bayerns das Herrschaftsgericht Edelstetten der Fürsten Esterházy errichtet, das Edelstetten und Teile Balzhausens sowie 3 Weiler und 2 Einöden umfasste. Dieses Herrschaftsgericht kam zunächst zum Illerkreis und ab 1817 zum Oberdonaukreis. Im Jahr 1848 wurde das Herrschaftsgericht Edelstetten wie alle Herrschaftsgerichte in Bayern aufgelöst.
Die 1818 durch das bayerische Gemeindeedikt errichtete Gemeinde Edelstetten mit ihren Ortsteilen Marbach und Oberhagenried wurde 1978 im Zuge der Gemeindegebietsreform aufgelöst. Oberhagenried kam zur Nachbargemeinde Münsterhausen, Edelstetten und Marbach wurden nach Neuburg eingegliedert.

## Verkehr
Die Staatsstraße 2023 von Langenhaslach nach Thannhausen durchquert den Ort. Gemeindestraßen führen nach Neuburg und Attenhausen.

## Sehenswürdigkeiten

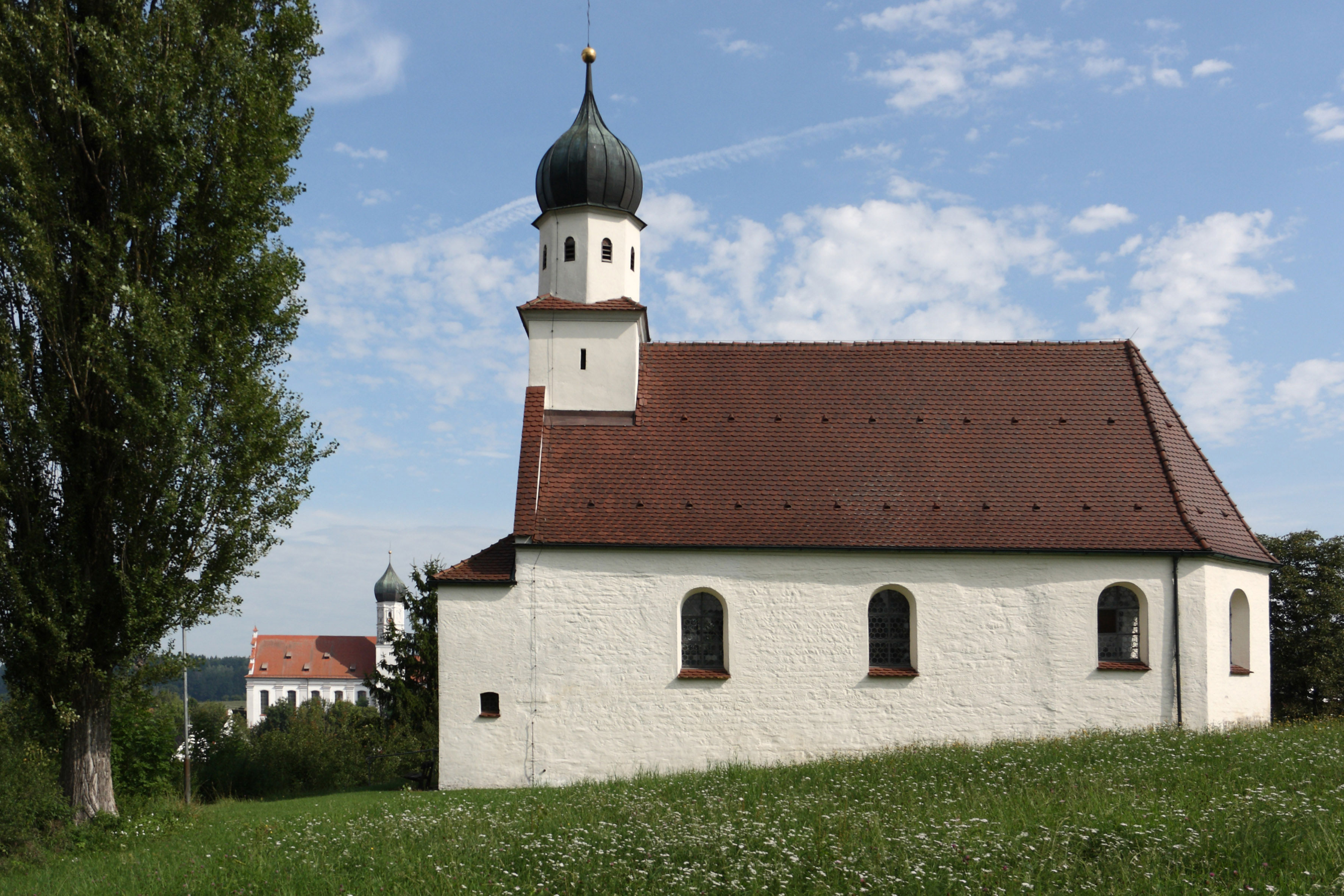
Kapelle St. Michael, im Hintergrund die ehemalige Stiftskirche

Sehenswert ist u. a. das Schloss aus dem 18. Jahrhundert, die Pfarrkirche St. Johannes Baptist und Johannes Evangelist (erbaut um 1709) sowie die St.-Michael-Kapelle, deren Mauerwerk vermutlich aus dem 12. Jahrhundert stammt.
→ Liste der Baudenkmäler in Edelstetten

## Persönlichkeiten
- Simpert Kraemer (1679–1753), Baumeister und Architekt des Barock, wirkte und starb in Edelstetten
- Johann Martin Kraemer (1713–1782), Baumeister und Architekt des Barock
- Kunibert Ott (1912–1952), römisch-katholischer Geistlicher, Mönch, Missionar und Märtyrer